# Ankerherz Verlag
Der Ankerherz Verlag GmbH mit Sitz im niedersächsischen Hollenstedt ist ein seit 2007 bestehender deutscher Buchverlag.
Gegründet wurde Ankerherz durch die Grafikerin Julia und den Journalisten Stefan Krücken. Julia Krücken ist heute Geschäftsführerin der GmbH, Stefan Krücken Verlagsleiter. Stand 2016 umfasste das Programm von Ankerherz rund 40 Titel.
Das Verlagsprogramm umfasst primär Biographien „von vergessenen Helden“ sowie Bücher rund um den Themenkomplex „Meer“. Zu den erfolgreichsten Büchern des Verlags gehört Sturmwarnung: Das aufregende Leben des Kapitäns Jürgen Schwandt, die von Stefan Krücken verfasste Biographie des Kapitäns Jürgen Schwandt. Das Buch erreichte Platz 9 in der Spiegel-Bestsellerliste.
Neben der Verlagstätigkeit unterhält Ankerherz eigene Läden in Hollenstedt, Bremerhaven sowie auf Helgoland. Zudem betreibt der Verlag den Internet-Radiosender Radio Ankerherz.